# Leucania lithargyrea
Leucania lithargyrea är en fjärilsart som beskrevs av Carl Reutti 1898. Leucania lithargyrea ingår i släktet Leucania och familjen nattflyn. Inga underarter finns listade i Catalogue of Life.